# Mohamed Ashour Khawajah
Mohamed Ashour Khawajah (ur. 1 listopada 1989) – libijski lekkoatleta, sprinter.
Największymi dotychczasowym sukcesami tego sportowca są złoty medal igrzysk śródziemnomorskich (bieg na 400 m, Pescara 2009) oraz złoto mistrzostw Afryki (bieg na 400 m, Nairobi 2010). 

## Rekordy życiowe
- bieg na 200 m – 20,91 (2009) rekord Libii
- bieg na 400 m – 44,98 (2010) rekord Libii

Khawajah jest także rekordzistą kraju w sztafecie 4 x 400 metrów – 3:10,00 (2009).